# Теорема Веблена
У математиці теорема Веблена — твердження про те, що множину ребер скінченного графа можна подати у вигляді об'єднання простих циклів, яке не перетинаються, в тому і тільки в тому випадку, коли будь-яка вершина має парний степінь.
Довів Освальд Веблен.
Теорема тісно пов'язана з теоремою Ейлера про те, що скінченний граф має Ейлерів цикл (одиничний, не обов'язково простий, цикл, що покриває всі ребра графа) в тому і тільки в тому випадку, коли граф зв'язний і будь-яка вершина має парний степінь. Більш того, подання графа як об'єднання простих циклів можна отримати з Ейлерового циклу повторюваним поділом обходу на дрібніші цикли в разі наявності в циклі повторюваної вершини. Однак теорема Веблена справедлива і для незв'язних графів і її можна узагальнити на нескінченні графи, в яких кожна вершина має скінченний степінь.
Якщо в зліченному нескінченному графі G немає вершин з непарним степенем, його можна подати у вигляді об'єднання неперетинних (скінченних) простих циклів у тому і тільки в тому випадку, якщо будь-який скінченний підграф можна розширити (додаванням ребер і вершин із графа G) Ейлерового графа. Зокрема, будь-який зліченний нескінченний граф з єдиним кінцем, що не має вершин непарного степеня, можна подати як об'єднання циклів, що не перетинаються.